# Roddarmadam

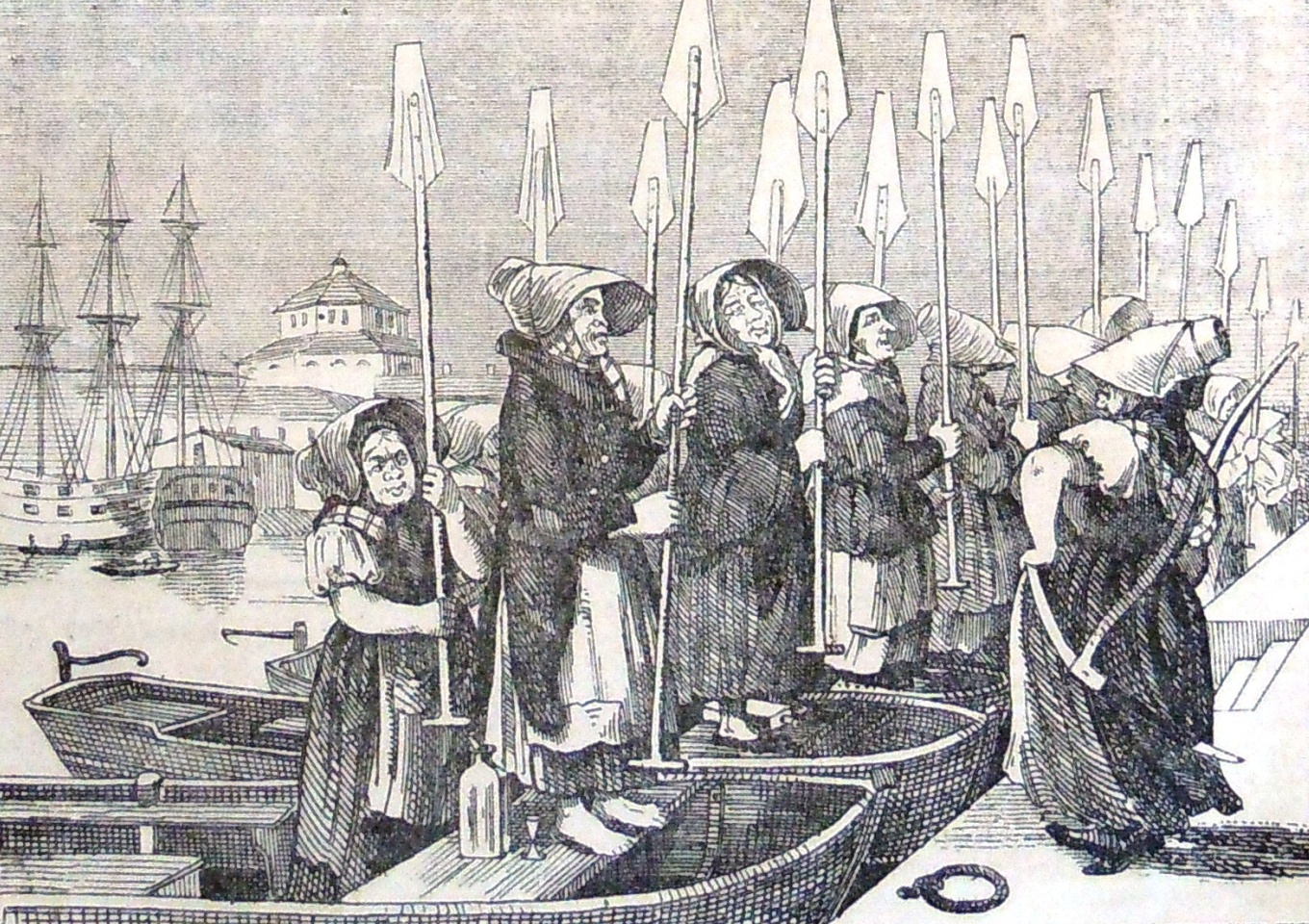
Roddarmadamerna i Stockholm rusta sig till krig – mot vefsluparna. Illustrerad Tidning 1855

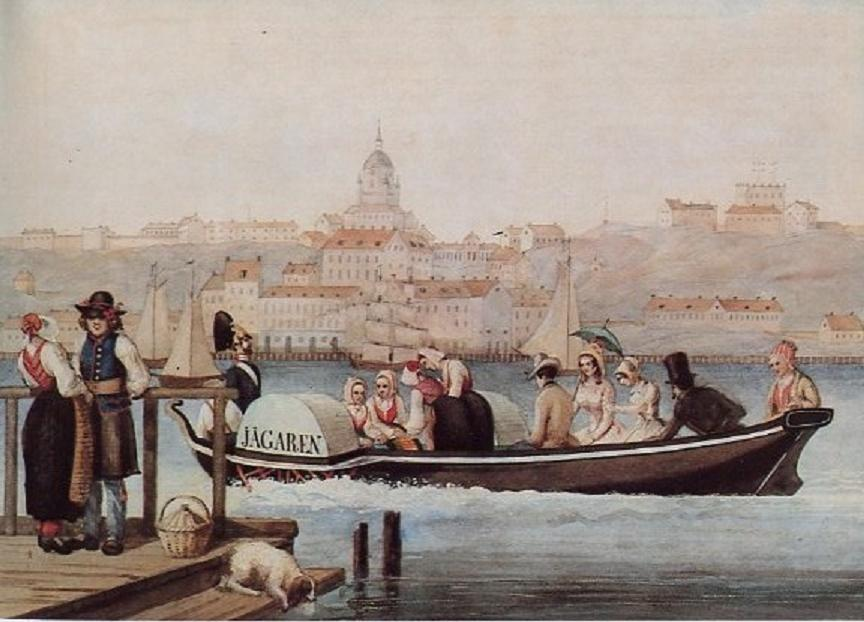
Vevbåten ”Jägaren” vid Skeppsholmsbryggan 1849. Akvarell av Fritz von Dardel

Roddarmadammer kallades de kvinnor som skötte färjetrafik, det vill säga att i småbåtar transportera människor och gods över vatten mot betalning. Dessa rodderskor är kända från 1400-talet, och utgjorde ett helt nytt kollektiv inom färjedrivarnas skrå som i Sverige uppkom under 1600-talet. I Stockholm utgjorde de en yrkesgrupp fram till mitten av 1800-talet.

## Historia
Det äldsta bevarade tillståndet gavs 1734 till "Olof Öhrns hustru Christina", vars make, en före detta soldat, var för sjuklig för att kunna försörja familjen: tillstånd gavs länge särskilt till gifta kvinnor vars makar inte kunde försörja dem: 60 procent av roddarmadamerna uppges ha varit gifta, ofta med soldater eller sjömän eller andra män vars lön inte var tillräcklig. Manliga roddare nämns, men från 1700-talets början hade yrket blivit i praktiken reserverat för kvinnor.
"Roddarmadamerna" kunde vara gifta eller ogifta kvinnor, som drev en sorts sjötaxi i skärgårdarna och i hamntrafiken mellan olika öar i Stockholms stad. Det var här en stor efterfrågan på båttransporter över Mälaren och Saltsjön, främst till och från Gamla stan. 
Roddare och rodderskor skötte inte bara lokal trafik inom Stockholms närhet. Man kunde även låta sig ros betydligt längre sträckor ut i skärgården eller så långt som till Landsort. Enligt en taxa från 1788 var avgiften för resa till Dalarö eller Djurhamn 1 Riksdaler och 24 skilling, till Sandhamn, Älvsnabben eller Landsort 3 Riksdaler.
Roddarmadamerna var ofta egna företagare. Den första förteckningen från 1772 räknade 68 båtar fördelade på nio stationer. År 1856 fanns det 96 roddarlag i Stockholm, vars båtar kunde transportera 20–25 personer per tur.
De beskrivs närmare av Olof Rudbeck 1679. På 1690-talet påstod en italiensk greve att det förekom att en del av dem tog betalt för sexuella tjänster. Francisco de Miranda kallade dem för "Bra kvinnor som ror som djävlar!" vid sitt besök i Stockholm 1787.
Roddarmadamerna i Stockholm var kända för sitt burdusa sätt och grova språk. Claës Lundin och August Strindberg beskrev år 1882, i boken Gamla Stockholm, rodderskorna på följande sätt: "Illa omtyckta, liksom åkardrängarne, och berömda för sina stora utförsgåfvor, hvilka kanske voro väl behöfliga, då det gälde att svara hvarje person som genast vid sin ankomst fordrade, att de med honom skulle "sätta ut", förde de emellertid ett jämförelsevis lyckligt lif till fram emot medlet afvårt århundrade". När Bellman en gång år 1763 kom i gräl med en roddarmadam då han övertog roddningen under en tur betraktades det som anmärkningsvärt att han lyckades göra roddarmadamen svarslös.
Under 1800-talet konkurrerades de successivt ut av båtar framdrivna av dalkullor, som påbörjade sin verksamhet på 1820-talet och fick år 1848 privilegium för trafik med vevslupar eller kullbåtar. År 1875, då verksamheten avreglerades på grund av ångbåtarnas inträde, fanns 23 roddbåtar vid fem roddartrappor i Stockholm. Därefter minskades antalet successivt. Det är oklart hur länge hamntrafiken med rodderskor levde kvar i Stockholm. Enligt stockholmskännaren Per Anders Fogelström kan den ha pågått till tiden för första världskriget.
Liknande färjedrivare fanns vid andra platser i världen som var delade av vattendrag. London hade ett liknande system för färjning längs med Themsen och i Venedig lever färjekarlens yrke vidare med stadens gondoljärer.

## I populärkulturen
I Sveriges Televisions julkalender, Tusen år till julafton, porträtterar Kakan Hermansson en roddarmadam.